# غراهام كاوثورن
غراهام كاوثورن (بالإنجليزية: Graham Cawthorne)‏ هو لاعب كرة قدم بريطاني في مركز الدفاع، ولد في 30 سبتمبر 1958 في دونكاستر في المملكة المتحدة. لعب مع غريمسبي تاون ونادي دونكاستر روفرز.